# Hemistylus odontophylla
Hemistylus odontophylla är en nässelväxtart som beskrevs av Hugh Algernon Weddell. Hemistylus odontophylla ingår i släktet Hemistylus och familjen nässelväxter. Inga underarter finns listade i Catalogue of Life.